# Гідравлічні класифікатори з вертикальним потоком пульпи
Гідравлічні класифікатори з вертикальним потоком пульпи — гідравлічні класифікатори, в практиці роботи збагачувальних фабрик використовуються рідко. Вони поширені в будівельній техніці при одержанні пісків для виробництва бетону.
Прямотечійний вертикальний класифікатор (рис. а) призначений для розділення піску і гравію на дві фракції по граничному зерну крупністю 0,3—0,5 мм. Пульпа надходить у класифікатор знизу по живильній трубі 1 у дифузор 2. Із дифузора пульпа підхоплюється потужним потоком води, що надходить у зону розділення через отвори кільцевого колектора 3, і виноситься в циліндричну камеру 4, де відбувається розділення. Крупна фракція (піски) видаляється через конус 5, а дрібна — через зливну трубу 6.
Для одержання декількох продуктів класифікації апарати встановлюють послідовно.
Протитечійний вертикальний класифікатор (рис. б) призначений для розділення піску за граничним зерном крупністю 0,3–1,2 мм. Живлення (пульпу) подають в класифікатор зверху, назустріч висхідному потоку води. Процес розділення відбувається так само, як і в прямотечійному класифікаторі.